# Aequorivita
Aequorivita ist eine Gattung von Bakterien. Sie zählt zu der Familie der Flavobacteriaceae. Einige Arten tolerieren extrem niedrige Temperaturen.

## Merkmale
Die einzelnen Arten sind meist stäbchenförmig, bei den Arten A. antarctica und A. sublithincola treten auch Filamente auf. Bei der Art A. capsosiphonis wurden zusätzlich spiralförmige Zellen beobachtet.
Die Zellen erscheinen entweder einzeln oder in Paaren. Bei den vier zuerst beschriebenen Arten, Aequorivita antarctica, A. lipolytica, A. crocea und A. sublithincola erfolgt Wachstum bei Temperaturen zwischen −2 und 25 °C, das Optimum liegt bei 20 °C. Man spricht aufgrund des bei diesen tiefen Temperaturen noch erfolgenden Wachstums von psychoaktiven Bakterien. Der pH-Wert für das beste Wachstum dieser Arten liegt bei 7–7,5. Bei der Art Aequorivita viscosa liegt er zwischen 7 und 8,5. Wachstum erfolgt zwischen 4 und 39 °C, das Temperaturoptimum liegt hier bei 28–32 °C.
Die Kolonien sind Orange oder Gelb gefärbt, was auf die produzierten Carotinoide zurückzuführen ist. Einige Arten bilden das Pigment Flexirubin, wie z. B. Aequorivita aestuarii. Die jeweiligen Arten bewegen sich entweder gleitend (sogenannte gliding-motility) oder sind unbeweglich. Die gliding-motility lässt sich z. B. bei der Art A. soesokkakensis beobachten. Diese Art der Bewegung ist bei vielen Arten des Stammes Bacteroidetes anzutreffen. Der Katalasetest ist positiv, der Oxidase-Test verläuft je nach Art positiv oder negativ. Die Arten sind streng aerob und chemoheterotroph, der Stoffwechseltyp ist die Atmung. Der GC-Gehalt in der DNA liegt um die 37 %.

## Systematik
Die Gattung Aequorivita wurde im Jahr 2002 von den Mikrobiologen John P. Bowman und David S. Nichols gegründet. Sie zählt zu der Familie der Flavobacteriaceae, welche wiederum zu den Bacteroidetes zählt. Fundorte sind u. a. Meereswasser des Atlantiks und antarktisches Meereis.
Die Arten Aequorivita aestuarii, A. echinoideorum, A. nionensis, A. soesokkakensis und A. vladivostokensis wurden zuerst unter der Gattung Vitellibacter geführt. Bei späteren Untersuchungen wurden starke Ähnlichkeiten mit Aquorivita festgestellt. So ähnelten sich die phänotypischen Merkmale erheblich und der genomische Unterschied war sehr gering. Dies führte zu der Überführung dieser Arten zu der Gattung Aequorivita.
Im Januar 2018 wurden folgende Arten der Gattung zugeordnet:
- Aequorivita aestuarii Hahnke et al. 2017
- Aequorivita antarctica Bowman and Nichols 2002
- Aequorivita capsosiphonis Park et al. 2009
- Aequorivita crocea Bowman and Nichols 2002
- Aequorivita echinoideorum Hahnke et al. 2017
- Aequorivita lipolytica Bowman and Nichols 2002
- Aequorivita nionensis Hahnke et al. 2017
- Aequorivita soesokkakensis Hahnke et al. 2017
- Aequorivita sublithincola Bowman and Nichols 2002
- Aequorivita viscosa Liu et al. 2013
- Aequorivita vladivostokensis Hahnke et al. 2017

## Ökologie
Die Arten Aequorivita antarctica, A. lipolytica und A. sublithincola tolerieren tiefe Temperaturen, Wachstum wurde noch bei −2 °C festgestellt. Sie wurden im sublitoralen Bereich auf der Unterseite von halbdurchlässigen Quarzsteinen in der Antarktis gefunden. Hierbei handelt es sich um von Cyanobakterien dominierte biofilmähnliche Gemeinschaften. Die Organismen sind hier vor extremen Witterungsbedingungen durch die Steine geschützt, besonders vor dem Einfrieren und Austrocknen.
Die Arten A. lipolytica und A. crocea wurden auch bei einer Untersuchung einer Bodenprobe vom McMurdo Dry Valleys in der Antarktis gefunden. Hier herrschen extreme Temperaturen von durchschnittlich −22 °C im Jahr. Das Gebiet ist das meiste Jahr über eisfrei. Die Bodenprobe wurde im vegetationsfreien Boden unterhalb einer toten Robbe entnommen, um die an der Zersetzung beteiligten Mikroorganismen zu untersuchen.
Im Gegensatz hierzu wurde die Art A. nionensis in hydrothermalen Quellen gefunden. Wachstum erfolgt bei Temperaturen zwischen 10 und 37 °C, das Optimum liegt bei 30 °C.
Die Art A. echinoideorum wurde von dem Seeigel Tripneustes gratilla, im deutschen auch als Pfaffenhut-Seeigel bezeichnet, isoliert.

## Genutzte Literatur
- Noel R. Krieg u. a. (Hrsg.): Bergey’s Manual of Systematic Bacteriology. 2. Auflage, Band 4: The Bacteroidetes, Spirochaetes, Tenericutes (Mollicutes), Acidobacteria, Fibrobacteres, Fusobacteria, Dictyoglomi, Gemmatimonadetes, Lentisphaerae, Verrucomicrobia, Chlamydiae, and Planctomycetes. Springer, New York 2011, ISBN 978-0-387-95042-6.